# LHS 1140
LHS 1140 (auch GJ 3053) ist ein Roter Zwerg im Sternbild Walfisch. Er befindet sich in einer Entfernung von 48 Lichtjahren. Er wird von mindestens zwei Exoplaneten umkreist, wobei der äußere der beiden mit Namen LHS 1140b sich innerhalb der habitablen Zone befindet.

## Stern
Der Stern LHS 1140 mit Spektralklasse M4.5 V ist mit etwa 18 % der Sonnenmasse deutlich kleiner als die Sonne. Sein Radius beträgt etwa 22 % des Sonnenradius. Die Leuchtkraft beträgt lediglich etwa 4 ‰ im Vergleich zur Sonne.

## Planetensystem
Das System besteht nach gegenwärtigem Stand aus 2 Planeten, die ihren Zentralstern in 3,78 Tagen (LHS 1140 c) sowie 24,74 Tagen (LHS 1140 b) umkreisen. Beide Planeten wurden per Transitmethode als auch per Radialgeschwindigkeitsmethode nachgewiesen. Der innere Planet c hat eine Gleichgewichtstemperatur von 422 K. Der äußere Planet b hat eine Gleichgewichtstemperatur von 226 K, was ein sehr ähnlicher Wert zur Erde ist, welche eine Gleichgewichtstemperatur von 254 K hat. Auf der Erde führt der natürliche Treibhauseffekt zu einer Erhöhung der durchschnittlichen Temperatur an der Oberfläche auf etwa 15 °C (288 K), was etwa 34 Grad höher ist als die Gleichgewichtstemperatur basierend auf der Albedo. Auf LHS 1140 b könnten die Bedingungen so sein, dass er sich aufgrund der mangelnden Rotation zu einem sogenannten Augapfelplaneten entwickelt hat mit einem etwa 20 Grad warmen Ozean auf der Tagseite und einer dicken Eisschicht auf der Nachtseite. LHS 1140 b wurde 2024 mithilfe des James-Webb-Weltraumteleskops untersucht und es finden sich Anzeichen einer Stickstoff-haltigen Atmosphäre. Er ist zu dem Zeitpunkt der kleinste Planet in der habitablen Zone, bei dem eine Atmosphäre nachgewiesen werden konnte.
Abgesehen von der Gleichgewichtstemperatur ist die Lebensfreundlichkeit von Roten Zwergen stark umstritten aufgrund ihrer Tendenz zu starken Ausbrüchen, die die Atmosphäre ihrer Planeten stark beschädigen oder sogar zerstören kann. Bei LHS 1140 scheint es sich jedoch um einen verhältnismäßig ruhigen Roten Zwergen zu handeln. Dennoch führen die große Nähe der Planeten zu ihrem Zentralstern zu wesentlich stärkeren Gezeiteneffekten. Dadurch ist wohl mit einer gebundenen Rotation der Planeten zu rechnen. Deren Effekt kann negativ sein weil die Planeten ohne Eigenrotation möglicherweise kein Magnetfeld besitzen und entsprechend neben der Strahlung ihres Zentralsterns auch der kosmischen Strahlung ausgesetzt sind.
| Planet (Reihenfolge vom Stern aus) | Entdeckt | Umlaufzeit (Tage) | Große Halbachse der Bahn (AU) | Mindestmasse (Erdmassen) | Gleichgewichts- temperatur (K) |
| ---------------------------------- | -------- | ----------------- | ----------------------------- | ------------------------ | ------------------------------ |
| c                                  | 2018     | 3,78 ± 0,01       | 0,027 ± 0,001                 | 1,91 ± 0,06              | 422 ± 7                        |
| b                                  | 2017     | 24,74 ± 0,01      | 0,095 ± 0,002                 | 5,60 ± 0,19              | 226 ± 4                        |